# Michajłowka (Kraj Zabajkalski)
Michajłowka (ros. Михайловка) – wieś w Rosji, w Kraju Zabajkalskim, w rejonie nerczyńsko-zawodzkim. W 2010 liczyła 717 mieszkańców.